# Boianîci, Sokal
Boianîci (în ucraineană Бояничі) este un sat în comuna Opilsko din raionul Sokal, regiunea Liov, Ucraina.

## Demografie
Componența lingvistică a localității Boianîci
     Ucraineană (99,54%)
     Alte limbi (0,46%)
Conform recensământului din 2001, majoritatea populației localității Boianîci era vorbitoare de ucraineană (99,54%), existând în minoritate și vorbitori de alte limbi.